# Genetică
Genetica (din greacă veche: γενετικός genetikos, genitiv și γένεσις genesis, origine) este o ramură a biologiei care studiază fenomenele și legile eredității și ale variabilității organismelor. În ciuda faptului că ereditatea este un concept care a fost observat cu milenii în urmă, savantul Gregor Mendel a fost primul care a început să o studieze dintr-o perspectivă științifică. Acesta a studiat modul de transmitere al trăsăturilor și cum acestea afectează fenotiparea progeniturilor, realizând diverse experimente pe planta de mazăre.
Transmiterea ereditară a caracterelor și mecanismul molecular de transmitere al genelor sunt temele principale de cercetare ale geneticii în secolul al XXI-lea, însă genetica modernă dorește să studieze în plus funcția și comportamentul genelor. Structura, funcția, variabilitatea și distribuirea genelor sunt încă studiate în contextul celulei, al organismului (aspecte legate de dominanță) și la nivel populațional. Astfel, au fost dezvoltate diverse subramuri ale studiului genetic, precum genetica moleculară, epigentica și genetica populațiilor. Studiul organismelor din punct de vedere genetic are aplicabilitate pe toate domeniile de viață, de la virusuri, arhee și bacterii la plante și animale domestice și apoi la om (în genetica medicală).
Procesele genetice sunt mereu legate de mediul de viață și de experiențele unui organism, acestea influențând dezvoltare și comportamentul organismului. Mediul intracelular și extracelular al unei celulei vii sau al unui organism poate induce activarea sau inhibarea anumitor procese de transcripție.

## Istorie

### Genetica în timpurile străvechi
Omul începea să realizeze câteva lucruri esențiale și universale despre ereditate în mezolitic, când se cultivă intens plantele și se observă combinațiile dintre acestea. Unele simboluri ale eredității se găsesc în mitologia hindusă; acum 3 000 de ani, sumerienii polenizau plantele în mod artificial și creau rase de animale. Cea mai veche observație asupra transmiterii caracterelor ereditare de la părinți la urmași s-a găsit pe o tablă de piatră veche de peste 6.000 de ani. Piatra, descoperită în localitatea Elam situată la est de orașul Ur din Chaldeea, reprezintă genealogia a 5 generații de cai. Pe tabletă sunt inscripționate indicații referitoare la modul cum se transmit la urmași forma capului și a copitelor. Aceste mărturii demonstrează că în Chaldeea, acum șase milenii, se practica hibridizarea cailor. Odată cu evoluția societății umane și datorită creșterii necesarului de materii prime pentru industrie, s-au acumulat cunoștințele despre ereditate.

### Apariția geneticii ca știință

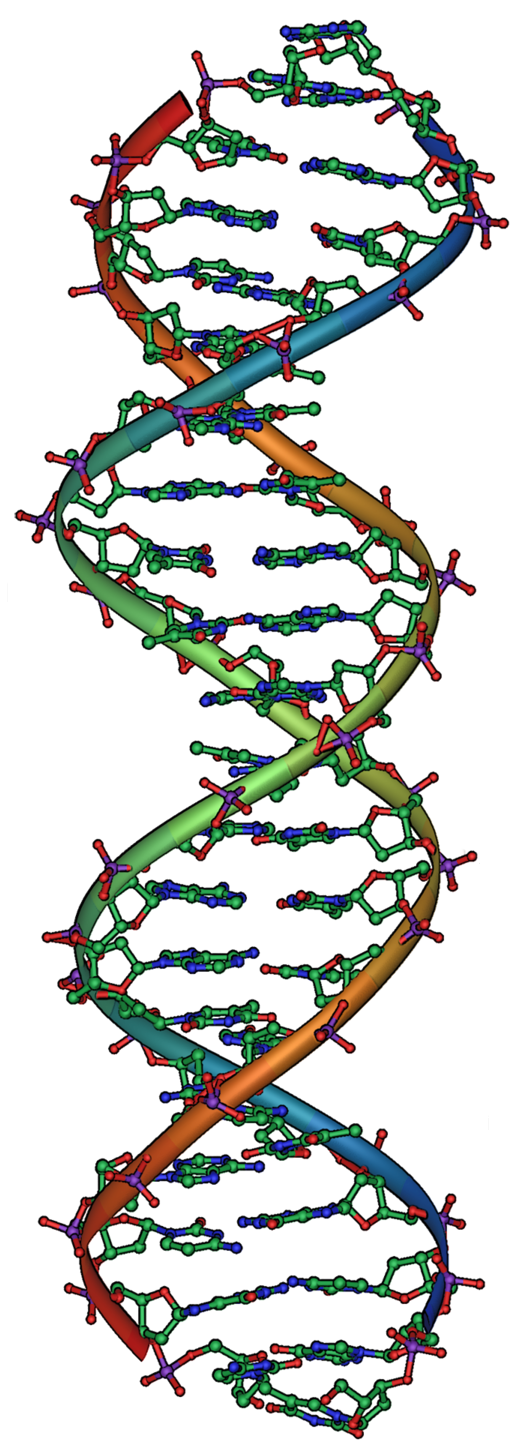
ADN-ul, baza moleculară pentru ereditate. Fiecare legătură de ADN e un lanț de nucleotide, îmbinându-se la mijloc pentru a forma ceea ce pare a fi trepte pe o scară spiralată.

Deși știința geneticii a început cu lucrările aplicate și teoretice ale lui Gregor Mendel la mijlocul secolului al XIX-lea, alte teorii de moștenire i-au precedat lui Mendel. O teorie populară în timpul lui Mendel a fost așa numitul concept al moștenirii prin amestecare: faptul că indivizii moștenesc un amestec de trăsături de la părinții lor. Lucrările lui Mendel au furnizat exemple în care trăsăturile erau cu siguranță neamestecate după hibridizare, arătând că trăsăturile se produc în urma unei combinări a unor gene distincte mai degrabă decât a unui amestec continuu. Amestecul de trăsături este explicat astăzi de acțiunea unor gene multiple cu ajutorul geneticii cantitative. O alta teorie care a fost susținută la timpul acela a fost moștenirea caracteristicilor dobândite: convingerea era că indivizii moștenesc trăsături consolidate de părinții lor. Aceasta teorie (asociata cu Jean-Baptiste Lamarck) a fost dovedită ca fiind greșită, experiența indivizilor nu afectează genele transmise copiilor lor.. Alte teorii includ pangenesis a lui Charles Darwin (care cuprindea ambele aspecte: dobândite și moștenite) și reformularea lui Francis Galton a pangenesis ca fiind particulară și moștenită).

### Genetică mendeliană și clasică
Ereditatea caracterelor (de exemplu: copilul moștenește trăsături atât de la mamă, cât și de la tată) a fost observată încă din antichitate. Demonstrarea științifică acestui fapt a fost realizată abia în secolul al XIX-lea, mai precis în urma experimentelor efectuate de călugărul austriac Gregor Mendel considerat părintele geneticii. Observațiile sale au permis stabilirea legilor transmiterii caracterelor ereditare, numite și Legile lui Mendel. Mendel și-a citit lucrarea „Versuche uber Pflanzen-Hybriden”(„Experiențe asupra hibridizării plantelor”) la două întruniri ale Societății de Istorie Naturală din Moravia în 1865. Publicarea lucrării sale în jurnalul societății în 1866 a avut un impact slab, fiind citată doar de trei ori în următorii 35 ani. Recunoașterea importanței descoperirilor sale a fost realizată doar la începutul secolului al XX-lea când Hugo de Vries, Carl Erich Correns și Erich von Tschermak au ajuns în mod independent la aceleași concluzii ca și Mendel, redescoperind astfel legile eredității. În 1903 apare teoria conform căreia cromozomii sunt purtătorii eredității, iar în 1909 că genele sunt localizate pe cromozomi. În 1906, William Bateson a introdus termenul genetică. În 1927, este introdus termenul de mutație pentru a descrie schimbările suferite de materialul genetic. În 1953 este descifrată structura elicoidală, dublu catenară a ADN-ului iar în 1957 este descris mecanismul de replicare a ADN-ului.

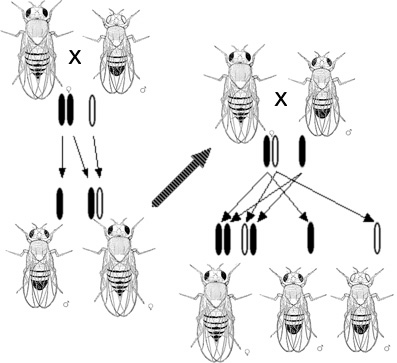
Morgan's observation of sex-linked inheritance of a mutation causing white eyes in Drosophila led him to the hypothesis that genes are located upon chromosomes.

## Caracteristicile eredității

### Moștenirea discretă și legile lui Mendel

Un pătrat al lui Punnett ce reprezintă o încrucișare între două plante de mazăre heterozigote pentru florile mov (B) și albe (b).

La nivelul cel mai fundamental, ereditatea organismelor are loc prin intermediul unor trăsături discrete, denumite gene. Această proprietate a fost observată pentru prima dată de către Gregor Mendel, care a studiat segregarea trăsăturilor ereditare la plantele de Pisum sativum (mazăre). În experimentele sale studiind trăsăturile pentru culorile florile, Mendel a observat faptul că florile fiecărei plante de mazăre era sau mov sau albă - dar niciodată o formă intermediară între cele două culori. Aceste diferențe, versiuni discrete ale aceleași gene, sunt numite alele.
În cazul mazării, care este o specie diploidă, fiecare plantă individuală are două copii a fiecărei gene, o copie moștenită de la fiecare părinte. Multe specii, printre care și omul, este compus genotipic după același model de transmitere a caracterelor. Organismele diploide cu două copii ale aceleași alelă a unei gene date sunt denumite homozigote, în timp ce organismele cu două alele diferite a unei gene date sunt denumite heterozigote.
Setul de alele pentru un organism dat este denumit genotip, în timp ce trăsăturile observabile ale organismului sunt cunoscute ca fiind fenotipul său. Când organismele au o genă heterozigotă, adesea una dintre alele este denumită alelă dominantă din moment ce ea determină fenotipul organismului, în timp ce alte alele sunt denumite alele recesive din moment ce ele au caracter recesiv și nu se observă. Unele alele nu au dominanță completă și atunci au semi-dominanță prin înfățișarea unui fenotip intermediar, sau au codominanță prin înfățișarea ambelor alele în același timp.
Când o pereche de organisme se reproduce din punct de vedere sexual, progenitura lor moștenește la întâmplare una dintre cele două alele de la fiecare părinte. Aceste observații ale moștenirii discrete și a segregației alelelor sunt cunoscute împreună ca Prima Lege a lui Mendel sau Legea Segregării.

### Notație și diagrame

Diagramele genealogiei genetice ajută la urmărirea modelului moștenirii de trăsături.

Geneticienii folosesc diagramele și simbolurile pentru a descrie moștenirea și ereditatea. O genă este reprezentată printr-una sau mai multe litere. Adesea simbolul „+” este folosit pentru marcarea unei alele non-mutante obișnuite pentru o genă.
În experimentele de fertilizare și de împerechere (și în general când este vorba de Legea lui Mendel) părinții sunt reprezentați prin generația „P” iar progeniturile prin generația „F1” (engleză: First filial). Când fiecare membrul al generației F1 se împerechează cu altul din aceeași generație, urmașii vor fi denumiți generația „F2” (engleză: second filial). Unul dintre cele mai utilizate diagrame utilizate pentru prezicerea rezultatelor unei împerecheri este pătratul lui Punnett.
Când studiază bolile genetice umane, geneticienii folosesc de obicei diagramele genealogiei pentru a reprezenta moștenirea trăsăturilor. Aceste diagrame marchează moștenirea unei trăsături într-un arbore genealogic.

### Interacții a genelor multiple

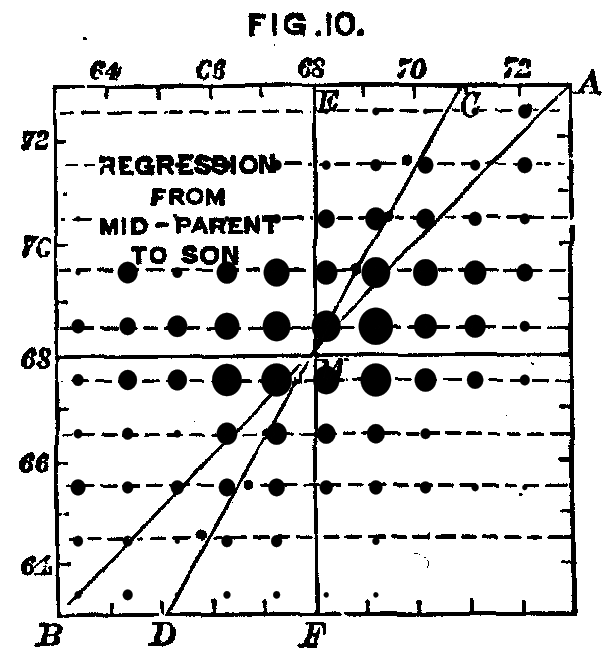
Human height is a trait with complex genetic causes. Francis Galton's data from 1889 shows the relationship between offspring height as a function of mean parent height. While correlated, remaining variation in offspring heights indicates environment is also an important factor in this trait.

Organismele au mii de gene în componență, iar în organismele cu reproducere sexuală aceste gene sunt în general grupa independent una de cealaltă. Asta înseamnă că moștenirea unei alele pentru bobul de mazăre de culoare galbenă sau verde nu are legătură cu moștenirea alelelor pentru florile de culoare albă sau mov. Acest fenomen, cunoscut ca „a Doua Lege a lui Mendel” sau „legea separării independente”, asta însemnând că alelele a diferite gene se amestecă între cele ale părinților pentru a forma progenitura prin multe combinații diferite. (Unele gene nu se separă independent, demonstrând linkageul genetic, un topic discutat mai jos în articol.)
Adesea gene diferite pot interacționa într-un mod care influențează același caracter. De exemplu, la specia Omphalodes verna există o genă cu alele care determină culoarea florii: albastru sau magenta. Altă genă, totuși, controlează dacă florile să fie colorate sau albe. Când o plantă are două copii ale acestei alele albe, florile sale sunt albe - indiferent dacă prima genă are alele albastre sau magenta. Interacțiunea dintre gene este denumită epistazie, a doua genă fiind epistatică pentru prima.
Multe trăsături nu sunt caractere discrete (de exemplu, florile violet sau albe) însă sunt caractere continue (de exemplu înălțimea omului și culoarea pielii umane). Aceste trăsături complexe sunt produsul mai multor gene. Influența acestor gene este mediată, în măsură variabilă, de mediul înconjurător pe care un organism l-a experimentat. Capacitatea prin care o genă a unui organism contribuie la o trăsătură complexă se numește eritabilitate. Măsurătorile eritabilității unei trăsături sunt relative - într-un mediu mult mai variat, mediul are o influență mai mare asupra variației caracterului. De exemplu, înălțimea umană este un caracter cu cauze complexe. În Statele Unite, ea are o eritabilitate de 89%. În Nigeria, totuși, unde populația are accesul variabil la o nutriție bună și la controlul sănătății, înălțimea are eritabilitatea de doar 62%.

## Bazele moleculare ale eredității

### ADN-ul și cromozomii

Molecula structurală a ADN-ului. Bazele perechi se aranjează prin punți de hidrogen dintre ele.

Baza moleculară pentru gene este acidul dezoxiribonucleic (ADN). ADN-ul este compus dintr-un lanț de nucleotide, dintre care există patru tipuri: adenina (A), citozina (C),guanina (G) și timina (T). Informația genetică există în secvențele acestor nucleotide, iar genele sunt întinderi vaste ale acestor secvențe de-a lungul ADN-ului. Virusurile sunt singurele abateri de la această regulă - câteodată virusurile folosesc molecula de ARN foarte asemănătoare decât pe cea a ADN-ului ca material genetic.
În mod normal, ADN-ul este o moleculă dublu-catenară, răsucită într-o formă dublu-spiralată. Fiecare nucleotid din molecula de ADN se leagă de preferință cu un nucleotid partenet din catena opusă: adenina se leagă cu timina și citozina se leagă cu guanina. Astfel, în forma sa dublu-catenară, fiecare catenă conține efectiv toată informația necesară, redundant cu catena parteneră. Această structură a ADN-ului este baza fizică pentru transmiterea caracterelor: replicarea ADN-ului duplică informația genetică prin despărțirea catenelor și folosindu-le pe fiecare ca șablon pentru sinteza unei noi catene noi.
Genele sunt aranjate linear de-a lungul lanțurilor lungi de secvențe de baze-perechi ale ADN-ului. La bacterii, fiecare celulă conține în mod normal un singur genofor circular, în timp ce organismele eucariote (care includ plantele și animalele) au ADN-ul aranjat în cromozomi multipli lineari. Aceste catene ale ADN-ului sunt adesea foarte lungi; cel mai lung cromozom uman, de exemplu, are aproximativ 247 de milioane de baze azotate în lungime. ADN-ul cromozomului este asociat cu proteinele structurale care organizează, compactează și controlează accesul la materialul genetic, formând un material denumit cromatină; la eucariote, cromatina este de obicei compusă din nucleozomi, segmente de ADN care lezează nucleele proteinelor histone. Setul întreg de material genetic dintr-un organism (de obicei secvențele de ADN combinate ale tuturor cromozomilor) este denumit genom.
În timp ce organismele haploide au doar o copie a fiecărui cromozom, majoritatea animalelor și a plantelor sun diploide, conținând doi din fiecare cromozomi și astfel și două copii a fiecărei gene. Cele două alele pentru o genă sunt localizate într-un loc identic cu cei doi cromozomi omologi, fiecare alelă moștenind caracterele de la un părinte diferit.

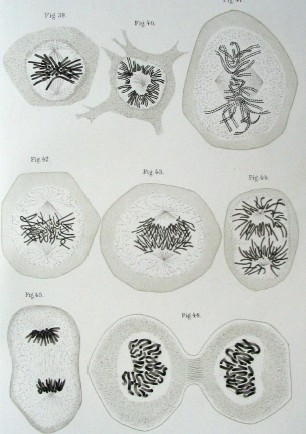
Diagrama lui Walther Flemming din 1882 reprezentând diviziunea celulară la eucariote. Cromozmii sunt copiați, condensați și organizați. Apoi, în timpul diviziunii celulare, cromozomii se copiază separat în cele două celule fiice.

Multe specii au așa-zișii cromozomi sexuali. Scopul lor este de a determina sexul organismului. La om și la multe alte animale, cromozomul Y conține genele care declanșează dezvoltarea unor caracteristici specific masculine. În evoluție, acești cromozomi au pierdut mult din conținutul și din genele lor, în timp ce cromozomii X sunt similari altor cromozomi și conțin multe gene. Cromozomii X și Y formează o pereche foarte eterogenă.

### Reproducerea
Când celulele se divid, genomul lor întreg este copiat și fiecare celulă fiică moștenește câte o copie. Acest proces, denumit mitoză, este cea mai simplă formă de reproducere și reprezintă baza pentru reproducerea asexuată. Reproducerea asexuată poate de asemenea să apară la organismele pluricelulare, născându-se urmași care moștenesc genomul de la un singur părinte. Urmașii care sunt identic din punct de vedere genetic cu părinții lor se numesc clone.
Organismele eucariote folosesc adesea reproducerea sexuată pentru a da naștere urmașilor care conțin un amestec de material genetic moștenit de la ambii părinți diferiți. Procesul de reproducere sexuată alternează între forme care conțin copii unice ale genomului (haploide) și copii duble (diploide). Celulele haploid se unesc și își combină materialul genetic pentru a crea o celulă diploidă cu cromozomii împerecheați. Organismele diploide formează haploide prin divizare, fără să aibă loc replicare de ADN, pentru a crea celule fiice care moștenesc la întâmplare una dintre perechile de cromozomi. Majoritatea animalelor și a plantelor sunt diploide pentru toată durata ciclului lor de viață, forma haploidă rezumându-se doar la celulele cunoscute și ca gameți, cum ar fi spermatozoizii și ovulele.
Deși ei nu pot folosi metoda haploidă sau diploidă pentru reproducerea sexuată, bacteriile au multe metode de dobândire a informației genetice. Unele bacterii pot suferi o conjugare, transferând o mică parte (care se numește plasmid) a ADN-ului său altei bacterii. Bacteriile pot, de asemenea, să preia fragmente de ADN brut găsit în mediul înconjurător pe care să-l integreze în genom, fenomen cunoscut sub numele de transformare. Aceste procese au ca rezultat transportul în linie al genelor, adică transmiterea fragmentelor de informație genetică dintre organismele care ar fi pe de altă parte independente.

### Recombinarea și înlănțuirea

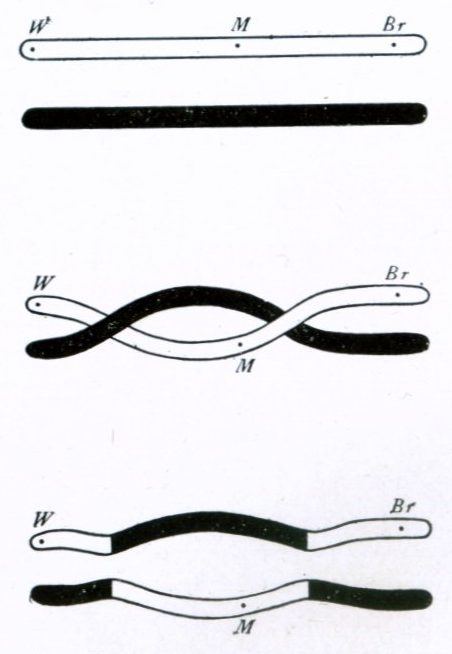
Ilustrația lui Thomas Hunt Morgan din 1916 ce reprezintă un crossing-over dublu dintre cromozomi.

Natura diploidă a cromozomilor permite genelor de pe cromozomii diferiți să se grupeze independent în timpul reproducerii sexuate, recombinându-se pentru a forma noi combinații de gene. Teoretic, genele de pe același cromozom nu s-ar recombina niciodată, însă se poate în timpul procesului de crossing-over cromozomal. În timpul încrucișării, cromozomii își schimbă între ei secvențe de ADN, amestecând efectiv alelele între cromozomi. Acest proces de încrucișare cromozomală are loc în general în timpul meiozei, o fază din timpul diviziunii în care are loc producerea de celule haploide.
Probabilitatea încrucișării cromozomale ce are loc între două puncte date de pe cromozom este strâns legată de distanța dintre aceste două puncte. Pentru o oarecare distanță, probabilitatea încrucișării este destul de mare astfel încât transmiterea ereditară a genelor este efectiv necorelată. Pentru genele care sunt apropiate una de alta, totuși, probabilitatea mai mică a încrucișării cromozomale înseamnă că genele demonstrează înlănțuirea genică - alelele a două gene tind să fie transmise înlănțuit. Totalitatea înlănțuirilor genetice dintre o serie de gene poate fi combinată pentru a forma o hartă genetică liniară care descrie aproximativ plasarea genelor de-a lungul cromozomilor.

## Expresia genică

### Codul genetic

Codul genetic: ADN-ul, printr-un ARN mesager intermediar, codifică pentru proteinele cu cod triplet.

Genele în general își exprimă efectul funcțional prin producerea de proteine, care sunt molecule complexe responsabile pentru majoritatea funcțiilor din celulă. Proteinele sunt constituite din unul sau mai multe lanțuri de polipeptide, fiecare dintre ele fiind compuse din secvențe de aminoacizi, iar secvența ADN a unei gene (printr-un ARN intermediar) este folosită pentru producerea unei secvențe specifice de aminoacizi. Acest proces începe cu producerea unei molecule de ARN cu o secvență care marchează secvența ADN a genei, proces cunoscut sub numele de transcriere.
Această moleculă a ARN-ului mesager este ulterior utilizată pentru producerea unei secvențe de aminoacizi corespunzătoare printr-un proces denumit translație. Fiecare grupă de trei nucleotide din secvență, denumite împreună ca codon, corespund fie uneia dintre cele douăzeci de posibili aminoacizi dintr-o proteină, fie unei instrucțiuni care comandă sfârșitul secvenței de aminoacizi; această corespondeță se numește cod genetic. Fluxul de informații este unidirecțional; informația este transferată de la secvența de nucleotide la secvența de aminoacizi din proteine, dar nu se transferă niciodată din proteine înapoi în secvența de ADN - fenomen descoperit de Francis Crick și denumite dogma centrală a biologiei moleculare.
Secvența specifică de aminoacizi rezultă într-o structură unică tri-dimensională pentru aceea proteină, iar structurile tri-dimensionale ale proteinelor sunt legate de funcțiile lor. Unele sunt molecule structurale simple, cum sunt și fibrele formate de către colagenul din proteine. Proteinele se pot lega între ele și cu moleculele simple, câteodată acționând ca niște enzime prin facilitarea unor reacții chimice dintre moleculele legate (fără să schimbe structura proteinei în sine). Structura proteinei este dinamică; hemoglobina se leagă în diferite forme din moment ce facilitează primirea, transportul și eliberarea oxigenului în cadrul sângelui mamiferelor.
Un singur nucleotid diferit în cadrul ADN-ului poate cauza o schimbare în secvența de aminoacizi din proteină. Din cauza faptului că structurile proteinelor sunt rezultatul propriilor secvențe de aminoacizi, unele schimbări pot schimba dramatic proprietățile un ei proteine prin destabilizarea structurii sau schimbarea suprafeței proteinei într-un mod care schimbă interacția sa cu alte proteine și molecule. De exemplu, siclemia este o boală genetică care rezultă din cauza unei singure baze azotate diferite în cadrul regiunii de codificare pentru secțiunea β-globină a hemoglobinei, cauzând un singur schimb de aminoacid care schimbă proprietățile fizice ale hemoglobinei.
Caracteristicile codului genetic sunt următoarele: 
- este universal, adică este valabil de la virusuri și până la om;
- este fără virgule, codonii fiind adiacenți;
- este nesuprapus,codonii adiacenți nu au baze comune;
- este degenerat,căci tripleți diferiți pot codifica același aminoacid.

### Înnăscut sau dobândit
.

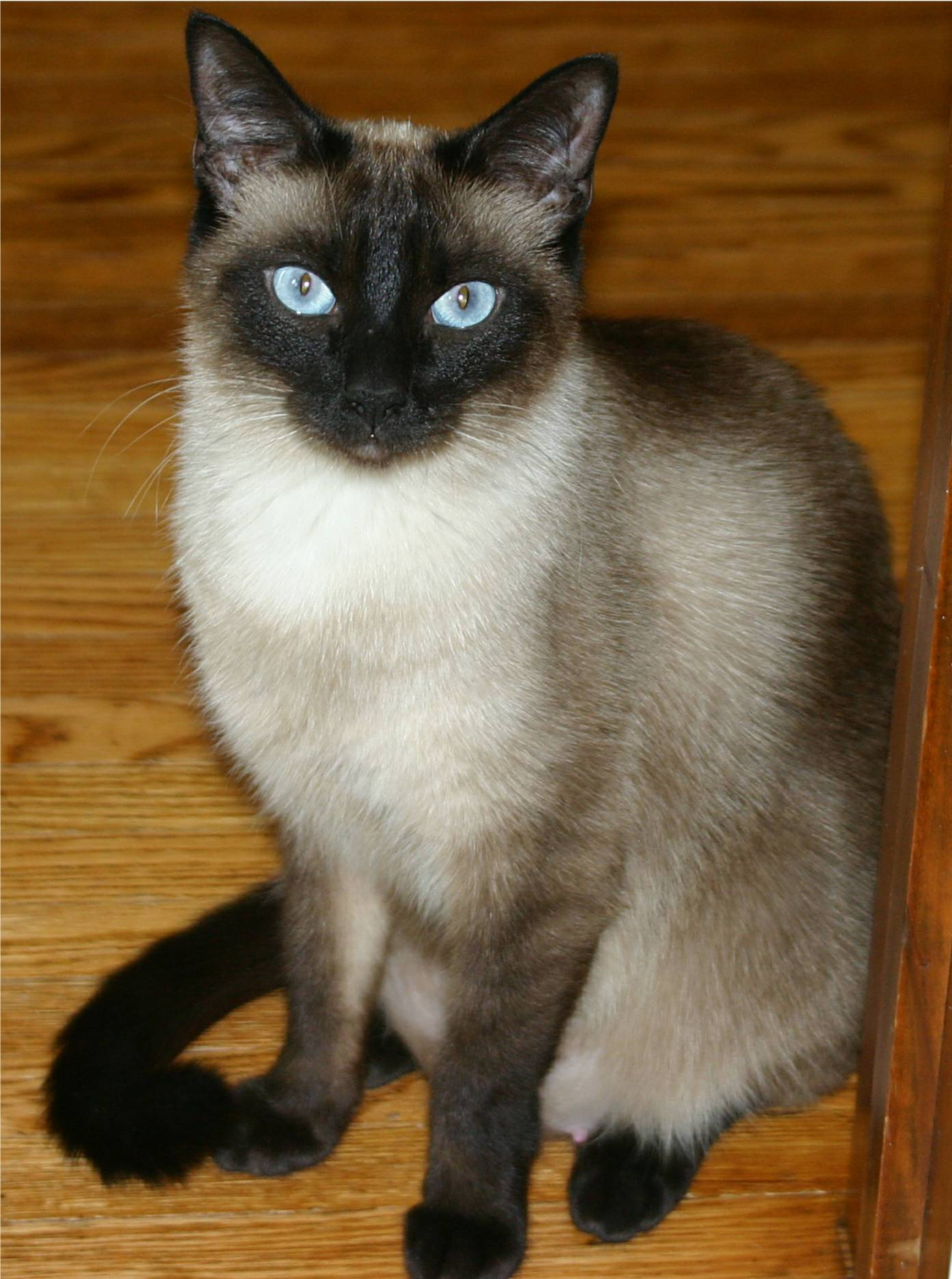
Pisicile siameze au o mutație în producerea pigmentului sensibilă la temperatură.

Deși genele conțin toată informația pe care un organism o folosește ca să funcționeze, mediul înconjurător joacă un rol important în determinismul fenotipului final - un fenomen cunoscut adesea și ca „înnăscut sau dobândit”. Fenotipul unui organism depinde de interacțiunea dintre genetică și mediul înconjurător. Un exemplu pentru acest caz sunt mutațiile datorate temperaturii. Adesea, o singură schimbare de aminoacid în cadrul unei secvențe de proteine nu schimbă comportamentul și interacțiile cu alte molecule, dar aceasta destabilizează structura. Într-un mediu cu temperatură ridicată, unde molecule se mișcă mult mai rapid și se ciocnesc una de alta, astfel rezultând în pierderea structurii unei proteine și încetarea funcționării ei. Într-un mediu cu temperaturi scăzute, totuși, structura proteinei este stabilă și funcțiile sale sunt normale. Acest tip de mutație este vizibilă în cadrul straturilor de colorație ale rasei de pisică siameză, unde mutația unei enzime responsabilă pentru producerea de pigment cauzează destabilizarea acesteia și pierderea funcțiilor sale la temperaturi înalte. Proteina rămâne funcțională în zonele corpului unde temperatura este mai scăzută - picioarele, urechile, coada și fața -, așadar pisica are blana colorată în gri spre extremități.
Mediul înconjurător joacă de asemenea un rol dramatic în efectele bolii genetice umane fenilcetonurie. Mutația care cauzează această boală distruge abilitatea corpului de a combate amino acidul fenilanină, cauzând o acumulare toxică de moleculă intermediară care, la rândul său, cauzează simptome severe ale retardului mental progresiv și convulsii. Totuși, dacă cineva care are fenilcetonurie urmează o dietă strictă și evită aminoacizii, acela poate rămâne sănătos și normal.
O metodă populară de a determina cât de important este rolul jucat de mediul înconjurător este studiul gemenilor identici și fraterni din cadrul nașterilor multiple. Deoarece gemenii identici provin din același zigot, ei sunt identici din punct de vedere genetic. Totuși, gemenii fraterni sunt la fel de diferiți genetic ca și cum ar fi frați normali. Prin comparație, cât de des gemenul unui set are aceeași tulburare între gemenii fraterni și identici, oamenii de știință pot vedea dacă există mai mult sau mai puțin efectul „înnăscut sau dobândit”. Un exemplu faimos de studiu al unei nașteri multiple include studiul cvadripleților Genain, care au fost frați cvadripleți identici dignosticați cu schizofrenie.

## Teoria cromozomală a eredității
Ereditatea este proprietatea ființelor vii de a avea o informație genetică, care se transmite de-a lungul generațiilor. Variabilitatea este proprietatea ființelor vii de a se deosebi unele de altele. Gena este un segment din molecula de ADN, care determină apariția unui caracter. Hibridarea este încrucișarea între indivizi diferiți. Hibridul este rezultatul hibridării. Genotipul este totalitatea genelor sau a informațiilor genetice.
- Prima lege a lui Mendel: Gameții sunt puri din punct de vedere genetic - fiecare pereche conține un singur factor ereditar.
- A doua lege a lui Mendel: Fiecare pereche de factori ereditari segregă independent de alte perechi (a segrega = a separa).

Thomas Hunt Morgan a lucrat cu musculița de oțet (Drosophila melanogaster), deducând din cercetările sale că factorii ereditari sunt de fapt genele. Pentru fiecare caracter trebuie să existe cel puțin o genă. Genele sunt așezate pe cromozomi. Fiecare genă ocupă un loc pe cromozom, numit locus. Genele stau într-o succesiune lineară. Genele de pe un cromozom se transmit în bloc, toate odată. Cromozomii pereche pot schimba reciproc între ei fragmente de mărime variabilă prin procesul de recombinare genetică (crossing-over în limba engleză) produs în meioză. În 1928 s-a descoperit că ADN-ul este capabil să transfere informații.

## Acizii nucleici
Acizii nucleici, componenți esențiali ai tuturor organismelor vii, au fost descoperiți, între anii 1869-1871 de către Friedrich Meischer, în nucleii leucocitelor din plăci infectate. Ulterior, prezența acestor substanțe a fost confirmată și în alte surse de origine animală, cum ar fi lapții de somon (Salmo salar). Substanța izolată din nucleii leucocitelor a fost denumită de Meischer nucleina.
În 1889, aceeași substanță a fost denumită de Richard Altmann, acid nucleic. Din nucleină, Altmann a izolat o substanță bogată în fosfor, parte care reprezintă acizii nucleici propriu-ziși.
Structura chimică a acizilor nucleici a fost descoperită în anul 1953 de către echipa de cercetători formată din Watson, Crick și Wilkins, care au primit pentru această descoperire premiul Nobel. Acizii sunt macromolecule formate din unități mai mici numite nucleotide. Nucleotidele sunt formate din trei componente: o bază azotată, o moleculă glucidică (o pentoză) și un radical fosforic. Bazele azotate, în funcție de structura lor, se împart în: purinice (A, Adenina, G Guanina) și pirimidinice (T, Timina, C, Citozina, U, Uracilul). În structura ADN-ului intră perechi de baze alcătuite din adenină, guanină, timină și citozină, în timp ce, la ARN, timina este înlocuită de uracil. Gruparea glucidică este desemnată de riboză la ARN sau dezoxiriboză la ADN.
ADN-ul este format din două lanțuri de polinucleotide, iar ARN-ul este format dintr-un singur lanț. Structura primară este formată din lanțuri liniare de nucleotide, iar structura secundară dintr-o spirală dublă (dublu helix) înfășurata spre dreapta. Pasul spiralei este de zece nucleotide. Cele două lanțuri care formează dubla spirală sunt legate prin legături de hidrogen între o bază purinică si una pirimidinică : A = T, T = A, C =G, G = C. Cele două lanțuri sunt antiparalele și sunt complementare (totdeauna adenina se leagă de timină, timina de adenină, citozina de guanină și guanina de citozină). Structura secundară a ADN-ului poate fi de tipul B (structura descrisă de Watson și Crick, cu un pas de zece nucleotide), de tipul A (cu un pas de unsprezece nucleotide) sau de tipul Z (sau ADN senestra, a cărui elice este înfășurata spre stânga, cu un pas de douăsprezece nucleotide).
Molecula de ADN încălzită (peste 94 °C) se denaturează, cele două lanțuri polinucleotidice fiind separate. Dacă ulterior scăderea temperaturii are loc treptat, dublul helix va fi refăcut, însă, în cazul unei răciri bruște, lanțurile rămân separate.
Sinteza ADN-ului se numește replicare. Replicarea are loc în faza S a ciclului celular, înainte de diviziunea mitotică sau meiotică a celulei. Procesul de replicare este semiconservativ, dintr-o moleculă de ADN formându-se două molecule identice, fiecare conținând o catenă „veche” și o catenă nou sintetizată.
ARN-ul este format dintr-un singur lanț de nucleotide (monocatenar). ARN este materialul genetic ce stochează informația ereditară la unele virusuri (Ribovirusuri, de exempliu virusurile gripal, al turbării, HIV, Ebola). Trei tipuri principale de ARN au fost identificate: ARN-ul mesager (ARNm) ce copiază informația din ADN pentru a o face disponibilă sintezei de proteine, ARN-ul de transfer (ARNt) ce transportă aminoacizii la ribozomi, locul sintezei de proteine, și ARN-ul ribozomal (ARNr) ce este o componentă structurală a ribozomilor.

## Dogma centrală a geneticii
Proteinele sunt substanțe azotate formate din aminoacizi. Douăzeci de aminoacizi sunt folosiți în sinteza proteinelor permițând sinteza a câteva sute de mii de proteine. Sinteza proteinelor are loc pe baza codului genetic, un „cifru” ce utilizează unități de câte trei baze azotate, tripleți numiți codoni. Combinațiile celor 4 tipuri de baze azotate codifică 64 de astfel de tripleți, fiecare fiind responsabil pentru sinteza unui aminoacid. Trei combinații, reprezentate de tripleții UAA, UAG și UGA, codifică semnalul de oprire a sintezei proteinei, acești codoni fiind numiți codoni „STOP”. Primul codon AUG al secvenței codante, codon ce corespunde metioninei, este semnalul de inițiere a translației, fiind numit și codon „START”.
Dogma centrală a geneticii este reprezentată schematic astfel: ADN → ARN → proteine. Cele două faze ale decodificării genelor sunt:
- Transcripția, care are loc în nucleu. Se sintetizează, în principal, molecule de ARN mesager dar și de ARN de transfer, ribozomal precum și molecule de ARN cu rol reglator.
- Translația, care are loc în citoplasmă, în ribozomi și determină sinteza de proteine.

## Ramuri ale geneticii
- Genetica populațiilor
- Genetică formală sau genetica clasică
- Genetică moleculară
- Citogenetică
- Radiogenetica
- Genetică ecologică
- Genetică cantitativă
- Genetică umană